# Josiah Parsons Cooke

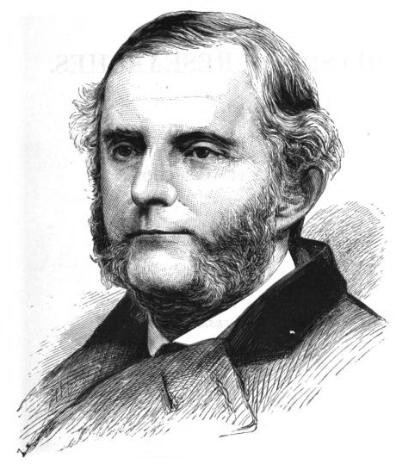
Josiah Parsons Cooke, 1881

Josiah Parsons Cooke junior (* 12. Oktober 1827 in Boston; † 3. September 1894 in Newport, Rhode Island) war ein US-amerikanischer Chemiker.

## Leben
Josiah Parsons Cooke jun. wurde als Sohn des Anwalts Josiah Parsons Cooke senior und Mary, geborene Pratt, am 12. Oktober 1827 in Boston geboren. Er studierte von 1844 bis 1848 an der Harvard University. Nach einem einjährigen Auslandsaufenthalt wurde er in Harvard 1849 zunächst Tutor für Mathematik, dann Dozent und 1850 schließlich Professor für Chemie und Mineralogie. In seiner ersten wissenschaftlichen Veröffentlichung beschrieb er 1852 einen Arsenkristall. 1853 wurde er in die American Academy of Arts and Sciences gewählt, 1872 in die National Academy of Sciences.

## Verdienste und Ehrungen
Als wesentliches Verdienst Cookes gilt sein Einsatz für die Erhöhung des Praxisbezugs in Chemiekursen an Schulen. Sein Buch The New Chemistry von 1872 wurde in mehrere Sprachen übersetzt. Auch seine 1880 veröffentlichte Untersuchung zum Gewicht des Antimon-Atoms wurde international beachtet.
Die Minerale Cookeit (erstbeschrieben 1866 durch Geo. J. Brush) und Borocookeit (anerkannt 2000, erstbeschrieben von Victor Y. Zagorsky et al.) wurden nach ihm benannt.